# Michal Sadílek
Michal Sadílek (ur. 31 maja 1999 w Uherskim Hradišciu) – czeski piłkarz występujący na pozycji pomocnika w holenderskim klubie FC Twente oraz w reprezentacji Czech do lat 21. Wychowanek 1. FC Slovácko, w trakcie swojej kariery grał także w PSV Eindhoven.